# Kanun-e Parvaresh

Logo des IIDCYA

Die gemeinnützige Organisation Kanun-e Parvaresh mit Sitz in Teheran wurde im Januar 1965  gegründet. Der vollständige Name der Organisation lautet Kanun-e Parvaresh-e Fekri-e Kudakan va Nojavanan persisch کانون پرورش فکری کودکان و نوجوانان(Vereinigung zur Förderung der intellektuellen Fähigkeiten von Kindern und Jugendlichen, Institute for the Intellectual Development of Children and Young (IIDCYA)). Ursprüngliches Ziel der Organisation war die Förderung der Kinder- und Jugendliteratur, der Aufbau eines Kinder- und Jugendbibliotheksnetzes sowie die Leseförderung für Kinder und Jugendliche im Iran. In den Folgejahren widmete sich die Organisation auch der musikalischen Früherziehung und der Mediendidaktik mit dem Schwerpunkt "Filmproduktion". International wurde das Kanun-e Parvaresh durch die preisgekrönten Filme von Abbas Kiarostami und Majid Majidi bekannt.

## Entstehungsgeschichte

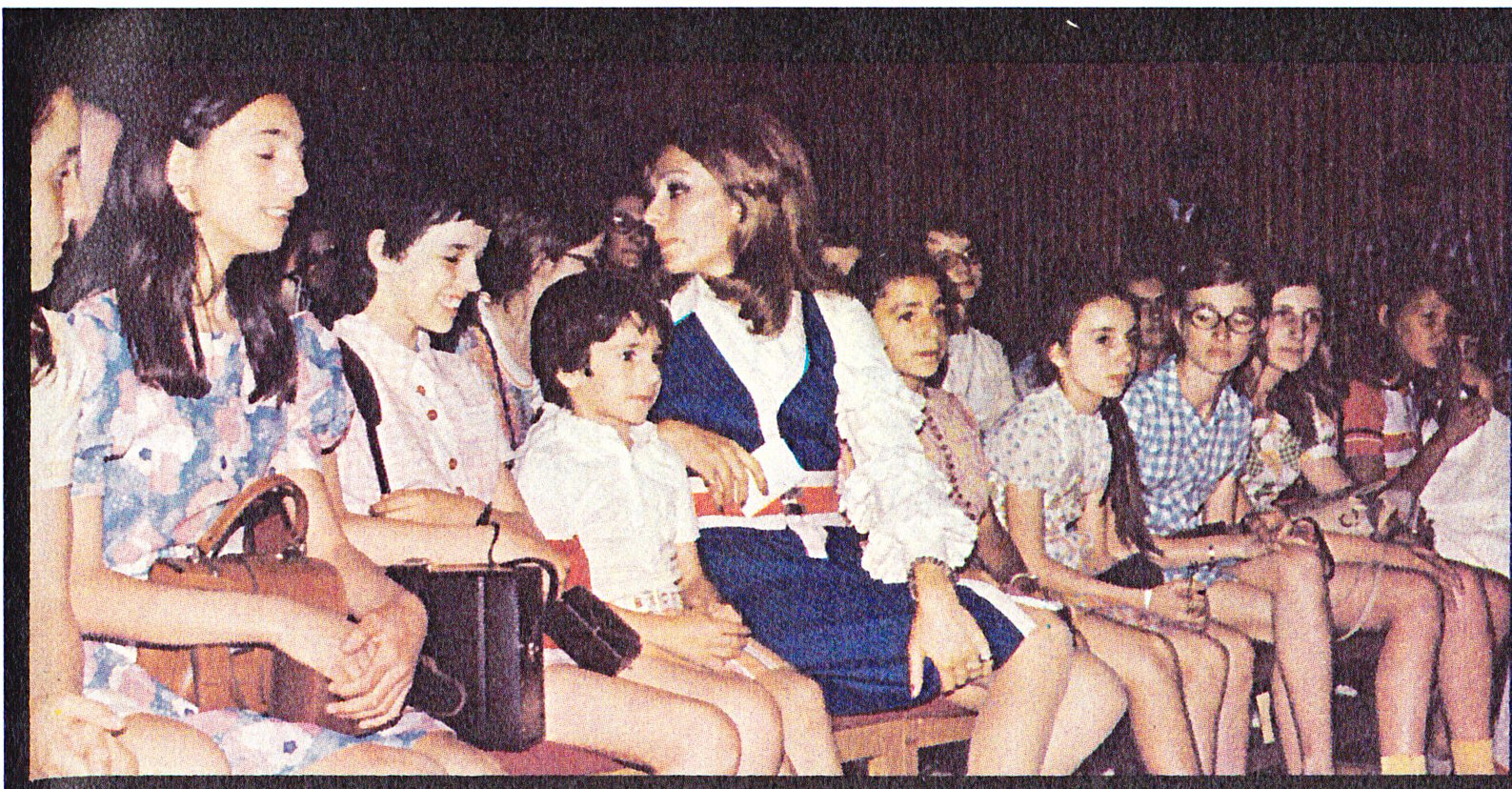
Farah Pahlavi mit Tochter Leila beim Besuch einer Vortragsveranstaltung des Kanun-e Parvaresh

Die Organisation wurde 1965 auf Initiative von Farah Pahlavi gegründet. Ziel war der Aufbau eines Netzwerks von Kinder- und Jugendbibliotheken zur Leser- und Leseförderung im Iran. Da es in Iran keine Kinder- und Jugendliteratur gab, war mit dem Aufbau des Bibliotheksnetzes auch die grundlegende Förderung der Kinder- und Jugendliteratur in Iran verbunden. Kanun-e Parvaresh arbeitete eng mit iranischen Autoren, Künstlern, Pädagogen, Wissenschaftlern und Verlegern zusammen. Nach dem Aufbau des Buchprogramms kam die Förderung von Musik-, Theater- und Filmgruppen hinzu.
Die Bibliotheken entwickelten sich rasch zu Kulturzentren, in denen Vorträge, Kurse und Musik-, Theater- und Filmworkshops angeboten wurden. Die Ergebnisse der Arbeit der Kulturzentren wurden auf Festivals in Teheran und anderen Städten Irans gezeigt. Zahlreiche vom Kanun-e Parvaresh sowie von Kindern und Jugendlichen produzierte Filme nahmen an internationalen Wettbewerben teil und gewannen Preise und Auszeichnungen.
Finanziert wurde die Organisation durch private Spenden sowie durch Gelder der National Iranian Oil Company (NIOC) und Zuwendungen des Erziehungs- und Kultusministeriums.
Auf internationaler Ebene arbeitete Kanun-e Parvaresh mit Autoren, Pädagogen, Wissenschaftlern und Künstlern aus Deutschland, Frankreich, den USA, der Tschechoslowakei und Ungarn zusammen.

## Aufbau der Organisation
Die Organisation ist in neun Abteilungen gegliedert: Verwaltung, Bibliotheken, Verlag, Filmherstellung, Filmarchiv, Festivals, Zentrum für kulturelle und soziale Forschung, Öffentlichkeitsarbeit und Logistik. Geleitet wurde die Organisation bis 1979 von einem Exekutivausschuss und einem Direktor, der für den Zeitraum von zwei Jahren von dem Exekutivausschuss gewählt wurde. Heute ist das Kanun-e Parvaresh eine Regierungsorganisation.

### Kinder- und Jugendbibliotheken

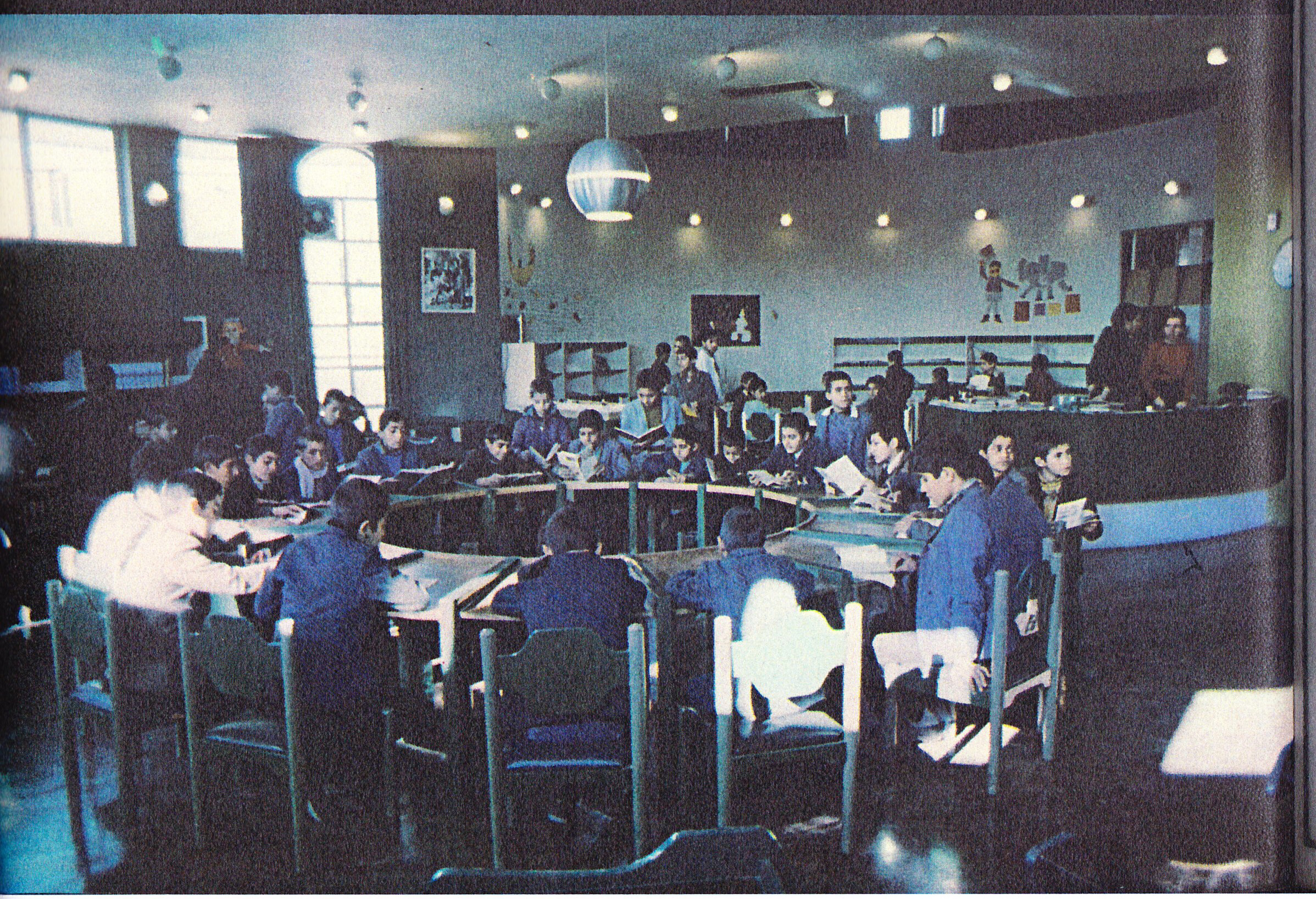
Lesesaal einer Kinder- und Jugendbibliothek

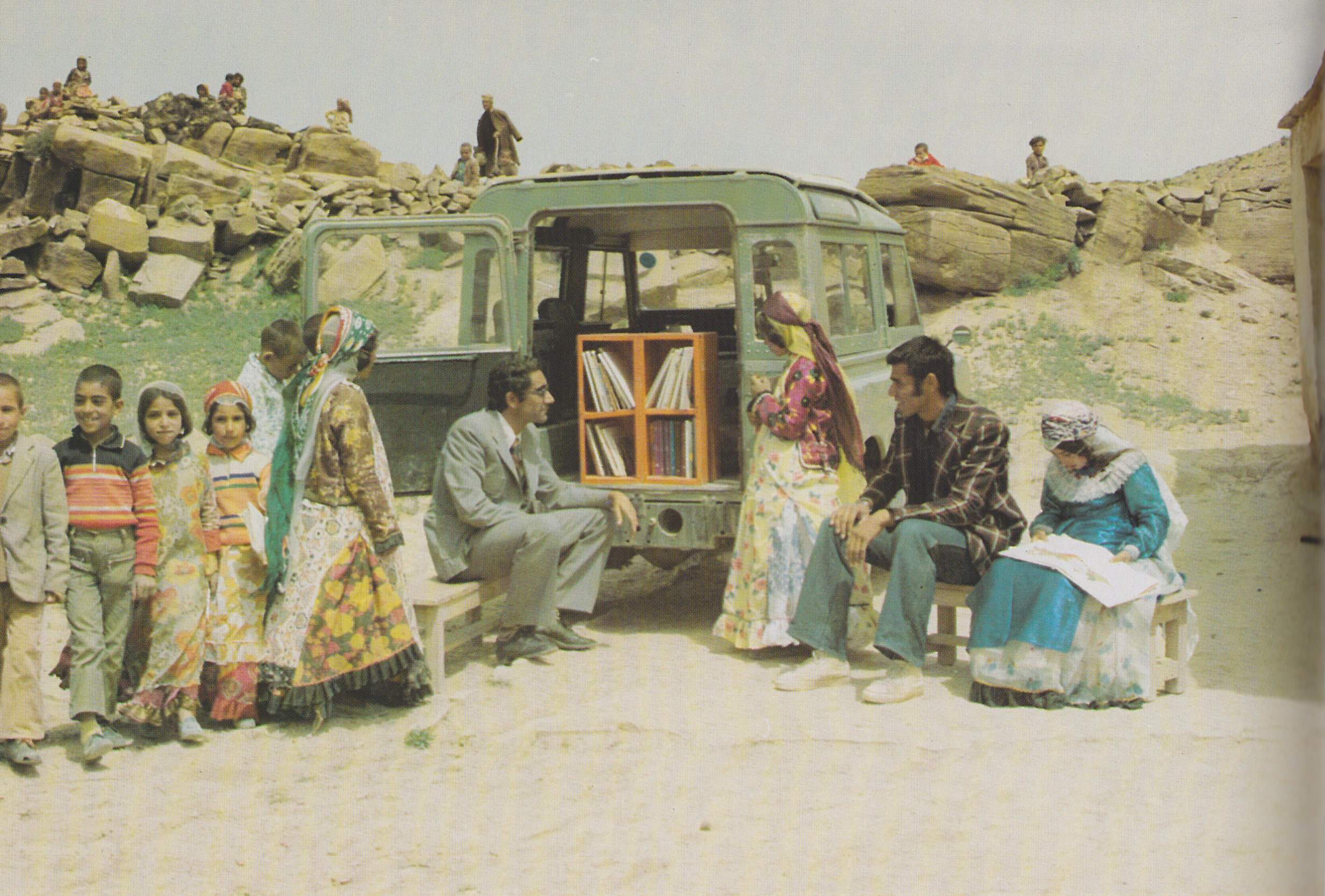
Mobile Bibliothek

Die erste Kinder- und Jugendbibliothek Irans wurde im Farah-Park in Teheran eröffnet. Sie war als Modellbibliothek in der Mitte eines Parks gebaut worden und sollte als Muster für alle anderen im Land zu errichtenden Kinder- und Jugendbibliotheken dienen. Weitere Bibliotheken wurden schwerpunktmäßig im Süden Teherans in Abbasi und Ghaar, den sozialen Brennpunkten der Stadt, eröffnet. In Bagh-e Schah wurde ein Abstellraum einer Schule in eine Schulbibliothek verwandelt, um die Rektoren der Schulen zur Einrichtung eigener Schulbibliotheken anzuregen. Im öffentlich zugänglichen Park des Niavaran-Palastes wurde eine Kinder- und Jugendbibliothek mit einem eigenen Kino eingerichtet.
Den Kindern und Jugendlichen war der Umgang mit Kinderliteratur zunächst fremd, da sie nur Schulbücher kannten. Sie konnten es zuerst nicht glauben, dass sie die Bücher ausleihen und zum Lesen mit nach Hause nehmen konnten. Die Benutzung der Bücherei und aller angeschlossenen Einrichtungen war von Beginn an für alle Kinder vom Vorschulalter bis zum 16. Lebensjahr kostenlos.

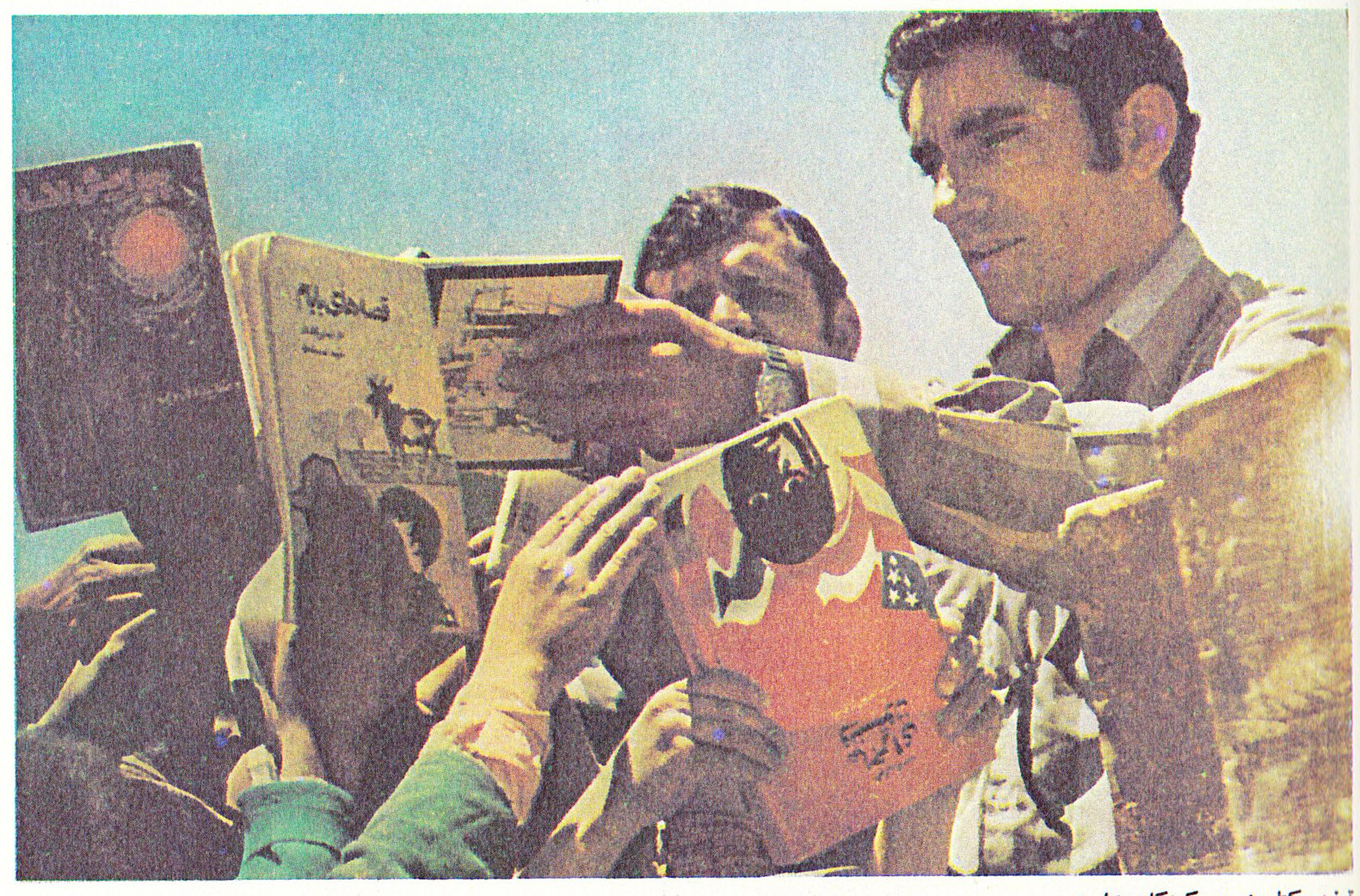
Bücher für Kinder in einer ländlichen Gegend

1971 (1350) war die Zahl der Kinder- und Jugendbibliotheken in Teheran auf 21 Bibliotheken in Gebäuden und drei mobile Bibliotheken in Bibliotheksbussen angewachsen. Die Bibliotheken hatten in diesem Jahr 70.388 fest eingeschriebene Mitglieder und mehr als 2 Mio. Nutzer.
Im Frühjahr 1967 (1346) begann mit dem Bau der Kinder- und Jugendbibliothek in Babul die Ausweitung des Bibliotheksprogramms auf das ganze Land. In den folgenden vier Jahren wurden 55 Bibliotheken errichtet. 183.771 eingeschriebene Mitglieder und mehr als 3 Mio. Bibliotheksbenutzer wurden gezählt.
Zusätzlich zu den Bibliotheken in Teheran und anderen Städten wurden mobile Bibliotheken speziell für Dörfer entwickelt, um auch die Kinder in den Dörfern zu erreichen. In für diese Zwecke entwickelten Holzkisten wurde eine Auswahl von Büchern in einzelne Dörfer transportiert und zur Ausleihe in den Schulen bereitgehalten. Nach einem Monat wurde die Bücherkiste mit dem Nachbardorf ausgetauscht. Bis 1971 (1350) konnten 1.111 Dörfer an das mobile Bibliotheksnetz angeschlossen werden. Mehr als 127.000 in Dörfer wohnende Kinder haben 1971 den Service des mobilen Bibliotheksnetzes in Anspruch genommen.

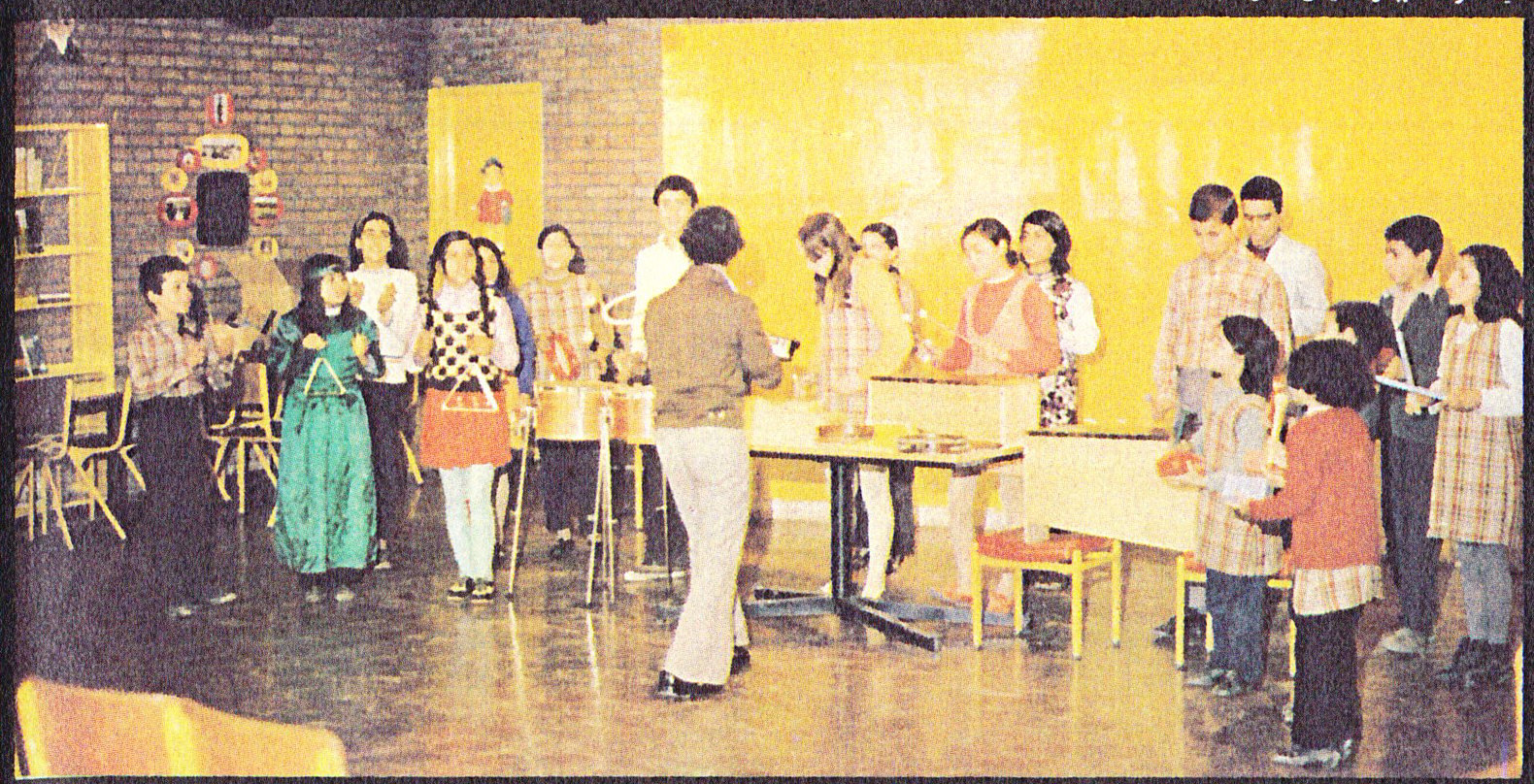
Musikkurs mit Orff-Instrumenten

Die Verlagsabteilung von Kanun-e Parvaresh startete ihre Buchproduktion 1966 (1345) mit einer von Farah Pahlavi selbst erstellten Übersetzung des Buchs „Die kleine Meerjungfrau“ von Hans Christian Andersen. Bis 1971 (1.350) wurden mehr als 40 Kinderbücher verlegt. Diese Bücher erhielten 28 Preise auf nationalen und internationalen Wettbewerben bei Buchausstellungen in der Tschechoslowakei, Japan und der UNESCO.
Die Arbeit der Kinder- und Jugendbibliotheken umfasste nicht nur die Bereitstellung von Büchern zum Leihen und Lesen. Die Bibliotheken boten ein vielfältiges auf Kinder und Jugendliche ausgerichtetes Kulturprogramm, das von Vorlesestunden für die Kleinen bis hin zu Vortragsprogrammen für die Älteren mit Neuvorstellung von Büchern, Wissenschaftlern, Historischen Persönlichkeiten des Landes und der Welt, Länder- und Nationenkunde, Filmvorführungen, Diskussionsabenden, Schachwettbewerben, Theateraufführungen, Ausstellungen, Exkursionen, Malkursen, Musikkurse und musikalische Früherziehung nach Carl Orff (Orff-Schulwerk), Kursen für Chöre und Kurse zur Filmproduktion ging.
Die in den Malkursen entstandenen Arbeiten, und die in den Musikkursen einstudierten Stücke wurde 1972 (1351) erstmals im Amphitheater des Niavaranparks ausgestellt bzw. vorführt.
Im Januar 1971 (1350) nahm die Theaterabteilung der Organisation ihre Arbeit auf und begann mit Kindertheateraufführungen, Puppenspielen usw.

### Festivals
Eine Besonderheit waren die von Kanun-e Parvaresh organisierten Festivals. Besonders bekannt wurde das Internationale Kinder- und Jugendfilmfestival Irans, das erstmals 1965 stattfand und damit älter ist, als das älteste deutsche Kinderfilmfestival Lucas, das erst im Jahr 1974 startete. Das Festival sollte einen Überblick über die weltweit produzierten Kinderfilme geben. Zudem sollte im Rahmen des Festivals der Bevölkerung deutlich gemacht werden, dass die Produktion von Filmen nicht nur der Unterhaltung dient, sondern auch einen positiven Effekt auf Bildung und Wissenserwerb von Kindern hat. Im siebten Jahr des Festivals (1972) besuchten über 120.000 Kinder die Aufführungen. Die auf dem Festival gezeigten Filme wurden später zum großen Teil auch in anderen Städten Irans im Rahmen des Kulturprogramms von Kanun-e Parvaresh gezeigt.

### Filmcenter
Im Jahr 1970 (1349) wurde ein Filmcenter unter der Leitung von Firuz Shirvanlu gegründet, in dem Filmemacher wie Abbas Kiarostami und Bahram Bayzai Filme für Kinder und Heranwachsende produzierten. Der Schwerpunkt der Filmproduktion lag auf Filmen mit Bildungsinhalten und weniger auf reinen Unterhaltungsfilmen. Das Center erarbeitete Kursunterlagen zum Schreiben von Drehbüchern und zur Filmherstellung und bot den Jugendlichen Kurse zur Filmproduktion an. Auf diese Weise lernten die Jugendlichen ihre Fantasien und Geschichten in Filmen umzusetzen.
Die von den Filmschaffenden im Auftrag der Jugendorganisation produzierten Filme wurden auf dem Kinder- und Jugendfilmfestival gezeigt und mit Preisen prämiert. Zu erwähnen sind hier besonders der Film Reise mit vier Preisen und der Film Golbaran („Blumenregen“). Neben Farbfilmen wurden auch Schwarzweißfilme produziert. Der Film Rahai („Befreiung“) wurden auf dem Filmfestival Venedig gezeigt und in San Francisco mit dem ersten Preis belohnt. Die Film Junge, Saaz („Musikinstrument“) und Die Vögel haben ebenfalls Preise auf dem Filmfestival in Venedig bekommen.
Auch die Filme, die in den 3 Monate dauernden Workshops von Kindern und Jugendlichen im 8-mm-Format produziert wurden, nahmen an internationalen Wettbewerben teil und wurden mit Preisen ausgezeichnet.
Durch die Arbeit der Filmabteilung des Kanun-e Parvaresh wurden mehrere Generationen junger Iranerinnen und Iraner für den Film begeistert. Auch heute noch sind viele Iraner im In- und Ausland in der Filmproduktion tätig. Das Programm der Kanun-e Parvareshe hat für diese Entwicklung die Grundlagen gelegt.
Alle im Rahmen des Programms erstellten Filme wurde archiviert und in Kopien den Filmtheater im Lande für Aufführungen zur Verfügung gestellt. Ein dem Kanun-e Parvareshe angeschlossenes Filmarchiv arbeitete als Medienzentrum des Landes. Es erwarb die Aufführungsrechte an besonders für Kinder und Jugendliche geeignete Filme, synchronisierte sie und zeigte sie kostenlos an Feiertagen in den Kulturzentren der Kinder- und Jugendbibliotheken des Landes.
Der hohe Standard des iranischen Films wird auf die vorbildliche und damals weltweit einzigartige Arbeit des Kanun-e Parvaresh auf diesem Gebiet zurückgeführt. Als herausragendes Beispiel für die Filmproduktionen des Kanun-e Parvaresh gelten die Filme von Abbas Kiarostami. Martin Scorsese beschreibt Kiarostami als „Repräsentant des höchsten künstlerischen Niveaus im Kino“. Jean-Luc Godard wird das Zitat zugeschrieben: „Der Film beginnt mit D. W. Griffith und endet mit Abbas Kiarostami.“

Abbas Kiarostami über seine Tätigkeit für Kanu-e Parvaresh: 

„Zu Beginn war es nur ein Job, aber die Tätigkeit bei Kanun machte aus mir einen Künstler. Das Wichtigste war, dass ich keine kommerziellen Filme produzierte. Wenn ich auf diese zwanzig Jahre zurückblicke, war es die beste Zeit meines Berufslebens.“

 Die iranischen Filmhistoriker Shahzad Rahmati und Majid Sedqi drücken die Arbeit im Kanun-e Parvaresh  wie folgt aus:

„Filmemacher, die im Filmzentrum arbeiteten, hatten keinerlei finanzielle Restriktionen oder Probleme. Sie konnten sich auf Experimente einlassen und mit Mut, frischen Ideen und intellektuellem Erfindungsgeist arbeiten.“

Unter Noureddin Zarrinkelk wurden in Zusammenarbeit mit Morteza Momayez erstmals Animationsfilme in größerem Umfang produziert. Noureddin Zarrinkelk studierte in den berühmten “Jiri Trnka” Studios in Prag die Technik des Puppentrickfilms und gilt als Vater des iranischen Animationsfilms. Farshid Mesghali, der zunächst Bilderbücher für das Kanun-e Parvaresh zeichnete, produzierte später ebenfalls Animationsfilme.

### Kultur- und Bildungsforschung
Das kulturelle und soziale Forschungszentrum des Kanun-e Parvareshe begann seine Arbeit im Jahr 1971. Ziel war es unter anderem, grundlegende Kriterien für die Planung von kulturellen Programmen zu erarbeiten. Darüber hinaus waren auch medienwissenschaftliche und bildungspolitische Forschungsabteilungen an dem Zentrum angesiedelt. Mit seinem wissenschaftlichen Anspruch betrat das Forschungszentrum teilweise absolutes Neuland.
Kultursoziologen und Kulturwissenschaftler führten Meinungsumfragen durch, nahmen im Rahmen der teilnehmenden Beobachtungen an Diskussionsrunden teil und erstellten Analysen zu den Erfolgen und Misserfolgen von Kulturprogrammen. Das Zentrum hatte neun Forschungsgruppen: Kulturelle Planung, Qualitative und quantitative Erfassung kultureller Niveaus, die Wirkung von Massenmedien in der Gesellschaft, Bildungssystemforschung, Religion und Gesellschaft, Tradition versus Moderne, Ausbildung für Handwerksberufe, Kunstgewerbe, Kunst der Nomaden und Stämme.

## Heutige Tätigkeit
Das IIDCYA führt seine Tätigkeit auch nach der Islamischen Revolution nicht mehr in freier Trägerschaft, sondern als Regierungsorganisation fort. Die Programme wurden inhaltlich den Vorstellungen der derzeitigen politischen Richtung angepasst. Heute werden 519 Bibliotheken und Kulturzentren von mehr als 2.000 Tutoren betreut.
International bekannt ist nach wie vor die Filmproduktion des Kanun-e Parvaresh in den Bereichen Kinderfilme, Animation, Science-Fiction und Dokumentation. So wurde der 1997 produzierte Film Kinder des Himmels von Majid Majidi 1999 für einen Oskar in der Kategorie "Bester fremdsprachiger Film" nominiert.
In Ergänzung zu den Aktivitäten des Kanun-e Parvaresh wurde 1999 der privatwirtschaftlich geführte Cheesta-Verlag gegründet, der sich auf die Herausgabe von Kinderbüchern spezialisiert hat. Im Jahr 2000 wurde das Institut zur Erforschung der Kinderliteratur im Iran gegründet, das die zunächst nach der Islamischen Revolution eingestellte Forschungstätigkeit auf dem Gebiet der Kinderliteratur wieder aufnahm. Bereits 1997 begannen Literaturwissenschaftler mit der Herausgabe einer auf 10 Bände angelegten Dokumentation über die Entwicklung der Kinderliteratur im Iran ausgehend von mündlich überlieferten Erzählungen und Märchen bis hin zur modernen Kinder- und Jugendliteratur. 2004 wurde das Haus für Bibliothekare zur Leseförderung von Kindern und Jugendlichen gegründet. Alle oben genannten Institutionen arbeiten mit dem Rat für Kinderbücher im Iran zusammen.